# Stolnica sv. Pavla, Liège
Stolnica v Liègu, sicer stolnica svetega Pavla v Liègu, Belgija, je del verske dediščine Lièga. Ustanovljena v 10. stoletju, je bila obnovljena od 13. do 15. stoletja in ponovno sredi 19. stoletja. V devetnajstem stoletju je postala stolnica zaradi uničenja stolnice svetega Lamberta leta 1795. Je sedež Lièške škofije.

## Stolnica svetega Pavla
Med francosko revolucijo je bila od leta 1794 naprej stara stolnica sv. Lamberta sistematično uničena. Po revolucionarni vnemi je bila potrebna nova. Stara kolegijska cerkev sv. Pavla je bila primerna za ta namen in je bila pred letom 1812 povišana. To je sedanja Lièška stolnica.

## Zgodovina in arhitektura
Škof Ebrachar je leta 966 ustanovil samostan sv. Pavla na otoku med dvema rokavoma reke Meuse. Obstaja samo ugibanje o videzu predromanske cerkve.
Gradnja sedanje cerkve se začela leta 1240. V prvi fazi so bili zgrajeni kor (z plitkim zaključkom), transept in dve vzhodni ladji. Posvečenje je potekalo 11. aprila 1289.
Druga, zelo gotska gradbena faza se je začela po letu 1333 in je obsegala štiri zahodne oboke ladje, stranski portal, kapele stranskih ladij, poligonalno apsido in končno stolp (od leta 1390).
Od 1445 je bila zgrajen križni hodnik na južni strani cerkve, ki je ohranjen do danes, v začetku 16. stoletja pa zahodni portal ob stolpu.
Po povišanju v stolnico leta 1804 je bil stolp zvišan z zvonikom in konico. Model so bili zahodni stolpi uničene stolnice sv. Lamberta. 1850-75 je bila obnovljena v neogotskem duhu, delo arhitekta Jean-Charlesa Delsauxa. Kor je dobil dva dodatna obhoda, celotna zunanjost pa je bila okrašena s kipi in dekorativnimi elementi.

## Oprema
Kljub dolgotrajni gradnji notranjost izgleda harmonično in zaključeno. To je zlasti posledica enake višine obokov od kora do stolpa. Kontrast med modrim peščenjakom iz območja Meuse in rumenkastim lorenski apnencem, triforijem in kiparskim okrasom je videti zelo privlačen.
Najpomembnejša vitražna okna segajo v sredino 16. stoletja. Hkrati je bil pobarvan del obokov; ostalo v 19. stoletju. V zadnji tretjini 19. stoletja je nastal glavni oltar in druge skulpture.
Leta 1992 je bila odprta zakladnica z ohranjenimi zakladi porušene stolnice sv. Lamberta. V treh nadstropjih ponuja več izjemnih del kulturne dediščine Lièga. Poleg največjega poznogotskega doprsnega relikviarija v Evropi svetnika Lamberta (višina 159 cm, širina 107 cm) darilo Karla Drznega, še številna liturgična oprema in obleke.

### Orgle
Orgle na zahodni empori je leta 1870 zgradil graditelj Merklin-Schütze. Instrument ima 30 registrov, vključno z 2 prenosoma v pedal in 5 registrov na treh manualih in pedal. 

## Opis

### Tri ladje
Cerkev sv. Pavla ima obliko latinskega križa, dolga 84,50 metra, široka 33,60 metra in visoka 24 metrov nad sklepnikom. Transept je dolg 33 metrov širok 11,60 metrov. Glavni del je triladijski, 2 nizki ladji ob strani in kor. Arhitekt ni znan.
Apsida, zgrajena v štirinajstem stoletju v razposajenem slogu je petkotna. Kor, transept, glavna in stranske ladje so iz 13. stoletja in imajo vse značilnosti primarne gotike. Sekundarno gotiko najdemo v oknih transepta, visokih oknih ladje, stranskih kapelah in stolpu. Zgornja galerija, prenapolnjena s konicami, je sodobna, kot okna v obliki oslovskega hrbta in stolp zvonika. Na prekladi portala je napis, ki se je nekoč pojavil na pečatu mesta: Sancta Legia Ecclesiae Romanae Filia (sv. Liège, hči rimske cerkve). Ves rdeč marmor v sv. Pavlu izvira iz opatije Rochefort, črni marmor iz Dinanta (Valonija) in bel iz Italije, iz Carrare

### Križni hodnik
Nekdanji samostan kolegijske cerkve sestavljajo tri galerije, ki svobodno komunicirajo med seboj in se odpirajo v cerkev skozi dvoje vrat, ena na dnu zgradbe, druga pa v levem kraku transepta. Pred gradnjo kapel na spodnjih straneh, da bi dodali trdnost stavbi in okras, je bil križni hodnik kvadraten in vidimo ostanke na podstrešjih nad temi kapelami. Te galerije, zgrajene v različnih obdobjih, so od konca 15. in začetka 16. stoletja. Prvi del samostana je 6. junija 1445 položil Daniel de Blochem. Oblikuje tri strani dolgega kvadrata, usmerjenega proti vzhodu, jugu in zahodu, četrto galerijo nadomešča spodnja leva stran kolegijske cerkve. Orisujejo dvorišče in se razlikujejo med seboj. Zahodna galerija je starejša od drugih, njena okrasitev pa je tudi bolj natančna, velika 17,50 krat 4,75 metra, komunicira s kolegijsko cerkvijo skozi vrata, ki jih premaga velik Kristus iz antičnega lesa. 

### Vhod v križni hodnik
Ob vratih, ki vodijo v cerkev na severni strani galerije, se druga vrata odpirajo na lep vhod ob vznožju stolpa s pogledom na trg sv. Pavla. Ta očarljiva veranda je izjemna zaradi svojih globokih okrasnih lokov in dekoracijo, delno ogivalno. Datira iz renesanse. Ta vrata, zaprta z železnimi elementi in okrašena z osrednjim kamnitim medaljonom, z okvirom iz  visokega reliefa, prikazuje pretvorbo Pavla Apostola in je nameščen med dva nizka reliefa in arabeske spodnjih plošč, ki oblikujeta dva majhna nizka reliefa, tisti na desni predstavlja Rojstvo, tisti na levi prikazuje Vstajenje Odrešenika. Serija dvanajstih bas-reliefov predstavlja osem uokvirjenih glav in fantastičnih ornamentov. Sedem niš je ostalo brez kipov. Previsni del nosi grbe Corneille Berghesa, škofa med letoma 1538 do 1544.

### Kapiteljska dvorana
Na vzhodni strani križnega hodnika je vhod v kapiteljsko dvorano. Zunanja vrata prihajajo iz cerkve nekdanjega Couvent des Récollets de Liège, ki se nahaja v okrožju Outremeuse. Zaprt je vhod v kor, ker je bil postavljen med dva oltarja. Ta bogato izrezljana hrastova vrata imajo dve plošči, stransko, ki predstavlja vladarsko jabolko Lièga in zgornje plošče, elegantno oblikovane, ki predstavlja dve črki LG.

## Zakladnica
Stolnica hrani številna umetniška dela, ki so predstavljena v osmih tematskih razstavnih prostorih kot potovanje skozi umetnost in zgodovino nekdanjega knezoškofa Lièga.